# Psilachnum asemum
Psilachnum asemum är en svampart som först beskrevs av William Phillips, och fick sitt nu gällande namn av Dennis 1963. Psilachnum asemum ingår i släktet Psilachnum och familjen Hyaloscyphaceae.   Inga underarter finns listade i Catalogue of Life.